# Anydrophila mirifica
Anydrophila mirifica är en fjärilsart som beskrevs av Nicolas Grigorevich Erschoff 1874. Anydrophila mirifica ingår i släktet Anydrophila och familjen nattflyn. Inga underarter finns listade i Catalogue of Life.